# 莫斯格拉本河 (利策爾巴赫河支流)
48°58′26″N 12°16′45″E / 48.973851°N 12.279267°E

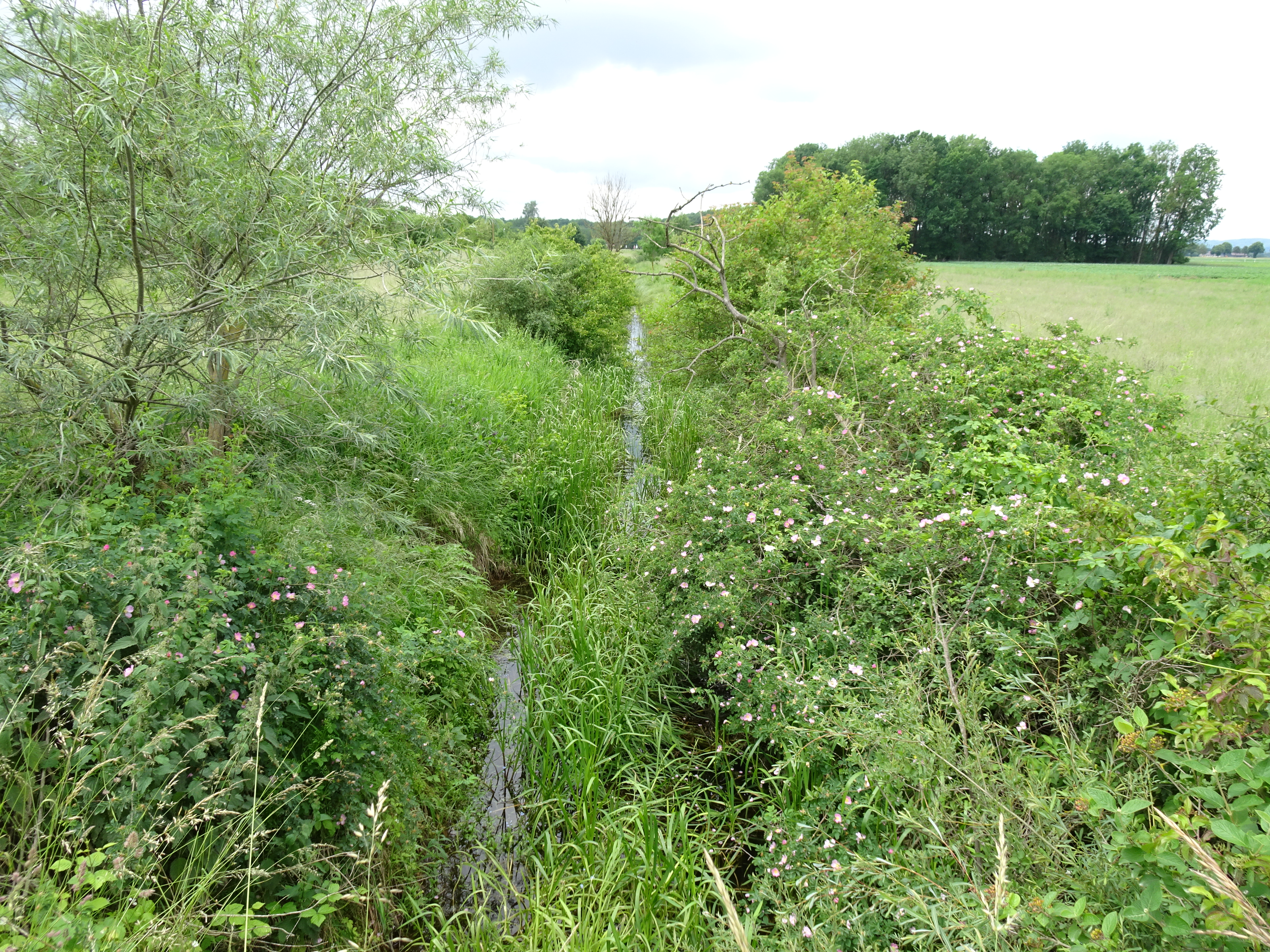

莫斯格拉本河（德語：Moosgraben），是德國的河流，位於該國東南部，由巴伐利亞負責管轄，屬於利策爾巴赫河的支流，河道全長9.1公里，流域面積17.2平方公里，上游流經雷根斯堡。